# Conseil national du sida et des hépatites virales
Pour les articles homonymes, voir CNS.
Le Conseil national du sida et des hépatites virales (CNS) est un organisme français créé en 1989. Il a pour mission de donner son avis sur l'ensemble des problèmes posés à la société par le sida et les hépatites virales et de faire au Gouvernement toute proposition utile.

## Historique
Depuis son apparition dans les années 1980, l'épidémie de VIH / sida n'a cessé de poser de nouvelles questions, tant à la société qu'à la communauté internationale. Défi politique, social et culturel autant que scientifique, la lutte contre le sida a exigé de définir de nouvelles approches de la santé publique, intégrant à la réflexion sur la prévention et la prise en charge thérapeutique des questions telles que le droit des personnes malades ou vulnérables dans la société, les mobilisations communautaires, la lutte contre la stigmatisation et les discriminations liées au genre, à l'orientation sexuelle ou à la situation socio-économique des personnes touchées.
Pour appréhender ces questions multiples, le professeur Claude Got suggérait dans un rapport remis en 1988 au ministre de la Santé, la création d'un « conseil national de réflexion sur le sida pour ne pas laisser le gouvernement seul face à cette situation ».
Le Conseil national du sida (CNS) a donc été créé par décret du président de la République, codifié en 2003 dans le Code de la santé publique et modifié en 2007.
Ses missions se sont étendues aux hépatites virales et aux IST en 2015. Le CNS a par ailleurs été élevé au rang législatif en 2018, par l’article L.3121-3 du Code de la santé publique.

## Mission

### Une expertise au service des pouvoirs publics
Le Conseil national du sida et des hépatites virales (CNS) « a pour mission de donner son avis sur l'ensemble des problèmes posés à la société par ces maladies et de faire au Gouvernement toute proposition utile. Dans le cadre de ses avis, il peut s'intéresser aux questions de société liées aux infections sexuellement transmissibles qui touchent les mêmes publics que l'infection à VIH ou les hépatites virales B, C et Delta. ». 
Pour chacune des questions dont il est saisi ou dont il estime opportun de s'autosaisir, le CNS s'attache à produire à la fois une expertise qualifiée et à soumettre des recommandations aux différents acteurs intervenant dans la mise en œuvre des politiques publiques de santé. 

### Un lieu de réflexion interdisciplinaire
Le CNS est un lieu de réflexion interdisciplinaire dont la valeur ajoutée est de penser la globalité des questions et la cohérence d'ensemble des réponses apportées par les différents dispositifs et acteurs de la santé publique. 

## Caractéristiques du CNS

### Un observateur indépendant et engagé
Le CNS se définit comme un observateur indépendant et engagé dont la réflexion s'est toujours attachée à concilier le respect des libertés individuelles et les impératifs de santé publique, la protection du droit des personnes et la prise en compte de l'intérêt général.

### Un acteur représentatif de la société civile
Riche de la diversité et de la représentativité de ses membres (voir section « Membres »), le CNS appuie ses travaux à la fois sur des données scientifiques faisant autorité sur les plans national et international, et sur une pratique très développée d'auditions des parties prenantes.
Par les contacts étroits qu'il entretient avec l'ensemble des acteurs de la lutte contre le VIH / sida et les hépatites virales, il promeut une réflexion en phase avec l'avancée des débats scientifiques et avec la réalité de l'action sur le terrain.

## Production
Voici les cinq principaux thèmes des publications du CNS : 
- dépistage ;
- prévention ;
- politique internationale ;
- politique publique (France) ;
- prise en charge globale.

## Fonctionnement

### Un fonctionnement collégial
Le CNS choisit de se prononcer sur un sujet soit à la demande des pouvoirs publics, soit par auto-saisine. L'auto-saisine permet notamment au CNS de relayer les demandes émanant d'instances médicales, scientifiques ou d'associations.
Les avis du Conseil, à valeur consultative, sont adressés aux pouvoirs publics. Le CNS les rend également systématiquement publics (avis consultables sur son site web). 

### Trois instances de travail
Trois instances de travail fonctionnent au sein du Conseil national du sida :
- Le Conseil : les vingt-six membres du Conseil se réunissent une fois par mois, de septembre à juin, en séance plénière. Le Conseil y examine les points d’actualité et statue sur les propositions du Bureau. Il étudie les projets de rapports et d’avis élaborés en commission et peut procéder à des auditions.
Les avis font systématiquement l'objet d'un vote en séance plénière et sont adoptés à la majorité des membres du Conseil.

- Le Bureau : composé de trois à sept membres, il se réunit deux fois par mois autour de la Présidente. Il a pour rôle l’organisation et le suivi du travail du CNS. Les décisions urgentes y sont prises, notamment pour réagir aux enjeux d’actualité.

- Les commissions spécialisées : groupes de travail restreints, composés de trois à sept personnalités issues du Conseil, elles ont pour mission le travail d'élaboration pour chaque projet de rapports et d'avis.
Certaines sont permanentes, permettant de mener une réflexion à long terme sur des thématiques récurrentes. D'autres sont créées ad hoc pour traiter d'un sujet ponctuel.
Les commissions peuvent procéder à des auditions et rendent régulièrement compte de leurs travaux devant la séance plénière, qui les discute et les valide.

## Membres

### Vingt-six personnalités aux profils divers
Composé de vingt-six personnalités venues d'horizons divers, le CNS est une représentation de la société civile. Chercheurs et universitaires en sciences humaines et sciences biomédicales, médecins, juristes, travailleurs sociaux, militants associatifs, représentants des différents courants de pensée religieux et philosophiques, parlementaires. 
Ces personnalités ne sont pas au Conseil pour défendre les intérêts des institutions qui les nomment mais pour mettre leurs compétences au service d'une réflexion constructive concernant les problèmes que le VIH et les hépatites virales posent à la société.

### La nomination et le mandat des membres
- Le Président de la République nomme le président du conseil et cinq autres membres représentant les familles philosophiques et religieuses.
- Le Premier ministre désigne, sur proposition du ministre chargé de la Santé, douze personnalités choisies en raison en raison de leurs aptitudes à appréhender les conséquences sociales des maladies concernées, de leur expérience associative dans le domaine de la lutte contre les maladies concernées, ou de leur compétence dans le champ des soins, de l'épidémiologie et de la recherche sur les maladies concernées.
- L'Assemblée nationale et le Sénat ont aussi leur propre représentant désigné par chaque président de ces institutions, de même que le Conseil économique et social.

Cinq autres personnalités sont nommées par les institutions suivantes : le Conseil de l'Ordre des médecins, l'Union nationale des associations familiales, la Commission nationale de l'informatique et des libertés, le Comité consultatif national d'éthique et le Défenseur des droits.
Les membres sont nommés pour un mandat de cinq années, renouvelable une fois. Ils exercent leur mandat à titre gracieux.

## Publications
- Éthique, sida et société, Rapport d’activité du Conseil national du sida, Paris, La Documentation française :
  - 1996 : tome 1 : 1989-1994, 491 p.  (ISBN 2-11-003508-0)
  - 1997 : tome 2 : 1994-1996, 276 p.  (ISBN 2-11-090708-8)
  - 2000 : tome 3 : 1997-1998, 199 p.  (ISBN 2-11-004587-6)
  - 2002 : tome 4 : 1999-2000, 290 p.  (ISBN 2-11-005004-7)
  - 2004 : tome 5 : 2001-2003, 441 p.  (ISBN 2-11-005617-7)
  - 2006 : tome 6 : 2004-2005, 201 p.  (ISBN 2-11-006228-2)
- VIH, politique et société, Rapport d’activité du Conseil national du sida, Paris :
  - 2008 : tome 7 : 2006-2007
  - 2010 : tome 8 : 2008-2009
  - 2012 : tome 9 : 2010-2011
  - 2014 : tome 10 : 2012-2013
  - 2016 : tome 11 : 2014-2015
- VIH, politique et société, Rapport d’activité du Conseil national du sida et des hépatites virales, Paris :
  - 2018 : tome 12 : 2016-2017
  - 2020 : tome 13 : 2018-2019
  - 2022 : tome 14 : 2020-2021
- VIH : droits des personnes et enjeux sanitaires, réponses politiques à une épidémie en évolution (actes du colloque des 25 ans du CNS le 11 avril 2014 dans l'hémicycle du CESE), Paris, La documentation Française, 2015, 103 p. (ISBN 978-2-11-009947-1)